# Minervino di Lecce
Minervino di Lecce là một đô thị và thị xã của Ý. Đô thị này thuộc tỉnh Lecce trong vùng Apulia. Minervino di Lecce có diện tích 17 km2, dân số theo ước tính năm 2005 của Viện thống kê quốc gia Ý là 3832 người. Mnervino di Lecce có cự ly 43 km so với Lecce.
Các đơn vị dân cư:
Đô thị Minervino di Lecce giáp với các đô thị: